# Principato vescovile del Montenegro
Il Principato vescovile del Montenegro era uno stato teocratico che esistette tra il 1696 e il 1852.

## Storia
Nacque ad opera dei vescovi serbo-ortodossi di Cettigne, in seguito metropoliti, che rinunciarono alla supremazia ottomana e trasformarono l'eparchia di Cettigne in un protettorato russo de facto, governando come metropoliti (vladika, traducibile anche come "principe-vescovo").
La storia inizia con Danilo I Šćepčev Petrović-Njegoš, un vescovo di Cetinje che unì diversi clan del Montenegro nella lotta contro l'Impero ottomano che aveva occupato la maggior parte dell'Europa sudorientale. Vladika Danilo è stato il primo della casa di Petrović-Njegoš, che avrebbe ricoperto la carica di "metropolita di Cetinje" fino al 1852, quando il Montenegro divenne un principato laico sotto la guida Danilo Petrović-Njegoš. Divenne una breve monarchia quando fu temporaneamente abolito tra il 1767 e il 1773, quando l'impostore Piccolo Stefano, propose se stesso come imperatore russo e si incoronò signore del Montenegro.

## Elenco dei Principi Vescovi del Montenegro (1696-1852)
- Danilo I Šćepčev Petrović-Njegoš (1696 - 1735)
- Sava II Petrović-Njegoš (1735 - 1782) con
  - Vasilije III Petrović-Njegoš (1750 - 1766)
- Petar I Petrović-Njegoš (San Pietro di Cettigne, Sveti Petar Cetinjski) (1782 - 1830)
- Petar II Petrović-Njegoš (1830 - 1851)
- Danilo II Petrović-Njegoš (1851 - 1852)

Il Principato Vescovile di Montenegro divenne un principato indipendente e sovrano.